# تاموگا

تاموگا شهری در شهرستان تانسیلا در استان بانوا در بورکینافاسوی غربی است و جمعیت آن ۵۶۰ نفر است.